# Landolphia dewevrei
Landolphia dewevrei là một loài thực vật có hoa trong họ La bố ma. Loài này được Stapf mô tả khoa học đầu tiên năm 1902.